# Мосхаммер, Рудольф
Рудольф Ханс Альберт Мосхаммер (нем. Rudolph Hans Albert Moshammer; 27 сентября 1940, Мюнхен — 14 января 2005, Грюнвальд) — немецкий дизайнер модной одежды, владелец бутика на мюнхенской Максимилианштрассе. В 1980-е годы обрёл популярность по всей Германии благодаря своему эксцентричному внешнему виду.

## Биография
Мосхаммер вырос в весьма скромных условиях. Его отец работал в страховании, но вскоре после рождения сына потерял работу и спился. Мать вместе с Рудольфом сбежала от мужа, который вскоре потерял жильё и спустя несколько лет умер. Мосхаммер обучался на продавца розничной торговли и с 1960-х годов работал в сфере моды. В 1968 году открыл успешный бутик Carnaval de Venise, которым управлял на пару с матерью. Его клиентами вскоре стали многие знаменитости Мюнхена. Мосхаммер также владел в Мюнхене одним из самых старинных ресторанов города Gasthaus zur Hundskugel. Рудольф Мосхаммер также был известен своей общественной деятельностью. Он основал фонд помощи бездомным, поддерживал центр реабилитации больных алкоголизмом и спонсировал мюнхенскую уличную газету. В течение многих лет он организовывал рождественские ужины для мюнхенских бездомных и лично вручал им подарки. Рудольф Мосхаммер снимался в небольших ролях в кино, на телевидении и в театральных постановках. На публике он почти всегда появлялся со своим йоркширским терьером Дейзи. Привлекали взгляд окружающих также его необычная причёска в стиле почитаемого им баварского короля Людвига II и его три роллс-ройса.
14 января 2005 года Мосхаммер был обнаружен в своей квартире в мюнхенском предместье Грюнвальд мёртвым от удушения электрическим кабелем. После сравнения следов ДНК с базой данных криминальной полиции был задержан 25-летний курд, беженец из Ирака ранее не судимый Хериш Али Абдулла, который в 2004 году привлекался в качестве подозреваемого в нанесении вреда здоровью. Как сообщил сознавшийся убийца, Мосхаммер познакомился с ним в районе Главного вокзала и пообещал ему 2000 евро за сексуальные услуги. В доме Мосхаммера у них произошла ссора из-за денег, в результате которой модельер был задушен. Преступник был приговорён в 2005 году к пожизненному лишению свободы.
Рудольф Мосхаммер был похоронен на Восточном кладбище Мюнхена.
В 2018 году немецкий режиссёр Александр Адольф снял фильм о модельере «Великий Рудольф», главную рольв котором исполнил Томас Шмаузер.